# Bleptina obscura
Bleptina obscura là một loài bướm đêm trong họ Noctuidae.